# 32. Underrättelsebataljonen
32. Underrättelsebataljonen eller Underrättelsebataljonen, är ett svenskt jägarförband, organiserat under Livregementets husarer, K 3.

## Historik
Både underrättelsebataljonen och den luftburna bataljonen har sin bakgrund i K 3:s ryttarskvadroner som ingick i kavalleribataljonerna. År 1942 började ryttarskvadronerna att utvecklas till beridna jägarskvadroner och den främsta stridsuppgiften var underrättelseinhämtning bakom fiendens linjer på fördelningsnivå, men förbandet kunde också användas för störstrid. År 1949 avvecklades de beridna jägarskvadronerna och ersattes av en ny förbandstyp som kallades för fördelningsjägarskvadron (1949-1954) som motoriserades med lätta terrängfordon med inriktning mot underrättelseinhämtning och störstrid bakom fiendens linjer. En förskjutning skedde sedan mot underrättelseinhämtning, vilket innebar att fördelningsjägarskvadronen avvecklades och ersattes av motoriserade spaningsskvadroner som utbildades vid K 3 mellan 1955 och 1975.
Den motoriserade spaningsskvadronen skulle främst användas för underrättelseinhämtning över stora ytor i vägrik terräng på fördelningsnivå men förbandet skulle också användas för störstrid. Beväpningen på spaningsskvadronen var mycket stark för att vara ett spaningsförband. Spaningsskvadronens organisation bestod av en skvadronsstab (19 soldater), fyra spaningsplutoner (30 soldater) samt en skvadronstross (16 soldater). Spaningsplutonen bestod av en plutonsstab (6 soldater), tre spaningsgrupper (6 soldater i varje grupp beväpnade med ett granatgevär och en ksp 58) och pansarvärnsgrupp (4 soldater beväpnade med en 9 cm pansarvärnspjäs 1110).
År 1975 ersattes de motoriserade spaningsskvadronerna av jägarbataljon 80 (606 soldater) avsedda för störstrid till fots och underrättelseinhämtningen var främst för egen del. Jägarbataljonens ursprungliga organisation bestod av en bataljonsstab, bataljonsstabsskvadron (en stabs- och trosspluton samt en jägarpluton) och tre jägarskvadroner (en stabstropp, en granatkastarpluton, tre jägarplutoner och en trosstropp).
I mitten av 80-talet utvecklades jägarbataljon 80 till två olika krigsförband, jägarbataljon 86 och fördelningsunderrättelsekompani 85. Först tio år efter det att de motoriserade spaningsskvadronerna lades ned upptäcktes behovet av spaningsförband på fördelningsnivå. Fördelningsunderrättelsekompaniet (66 soldater) bestod av en stabsgrupp (12 soldater), två underrättelseplutoner (21 soldater i varje pluton) samt en trosstropp (12 soldater). Underrättelseplutonen bestod av två spaningsgrupper (7 soldater i varje grupp) och en chefsgrupp (7 soldater). Totalt krigsorganiserades fyra fördelningsunderrättelsekompanier på K 3 som underställdes de fyra fördelningar som fanns i södra och mellersta Sverige. Det krigsorganiserades också två fördelningsunderrättelsekompanier på I22 i Kiruna som var avsedda för de två fördelningarna i norra Sverige.
Under 90-talet upptäcktes behovet att fördelningsunderrättelsekompaniet borde utökas till en bataljon kompletterat med olika sensorer. Men det dröjde ända till 2000-talet innan det tog fart och divisionsunderrättelsebataljon 04 utvecklades. Divisionsunderrättelsebataljon 04 var ett mycket personalstarkt spaningsförband och bestod av totalt 1109 soldater. Organisationen bestod av en bataljonsstab, ett stab- och underhållskompani, ett UAV-kompani, ett signalspaningskompani samt tre underrättelsekompanier. Huvuduppgiften var underrättelseinhämtning men förbandet skulle också kunna leda in eld för att störa motståndarens verksamhet (störstrid).
Eftersom Sverige lämnade invasionsförvaret och gick över till ett insatsförsvar ändrades också underrättelsebataljonen. Den nya inriktningen på förbandet har blivit tillfälligt sammansatta ISTAR-enheter. Signalspaningskompaniet utgick och en av de tre underrättelseskvadronerna ersattes av ett fallskärmsjägarkompani. Det skedde också en reducering av stabs- och underhållsresurser. Därför minskade personalstyrkan från 1109 soldater till 581 soldater. Den nya underrättelsebataljonen fick namnet 32. Underrättelsebataljonen.

## Organisation
32. Underrättelsebataljonen består idag av två underrättelseskvadroner, en fallskärmsjägarskvadron
 samt en funktionsskvadron. Det finns också möjlighet att komplettera bataljonen med olika externa sensorer för en bredare inhämtning. Underrättelseskvadronerna består av tre underrättelseplutoner med stridsteknisk UAV (SUAV), en prickskyttegrupp och en skvadronsledning med underrättelsebearbetningskapacitet.  Underrättelsepatrullerna vid underrättelseplutonerna består av åtta jägare: chef, stf chef, signalist, stridssjukvårdare, skarpskytt, fältarbetsman, kulspruteskytt och förare. Funktionsskvadronen består av en ledningspluton, en underhållspluton, en inhämtningspluton och två taktiska UAV-plutoner (TUAV). Inhämtningsplutonen är specialiserad på human intelligence (HUMINT), vilket omfattar personutfrågning, samverkan i underrättelsesyfte, kontakthantering och källhantering.

## Uppgift
Underrättelsebataljonens uppgift är att bedriva inhämtning, med ett antal olika sensorer, i syfte att bidra till den gemensamma lägesbilden samt att skapa ett beslutsunderlag för operativ eller högre taktisk chef. Både underrättelseskvadronen och fallskärmsjägarskvadronen har förmåga att inhämta underrättelser om fienden och innästlingen sker antingen till fots, med fordon eller med helikopter. Förutom underrättelseinhämtning finns också en förmåga på förbandet att leda in eld på djupet i fiendens gruppering med hjälp av flyg eller artilleri (störstrid). Högre chef har även en möjlighet att använda patrullerna för eldöverfall och överfall, då de har med sig utrustning och ammunition för detta. Dock är detta en form av strid med hög risktagning. Det som skiljer fallskärmsjägarna från övriga underrättelsesoldater är deras förmåga att sättas in från luften med fallskärm samt via vatten (ytsim). Uttagningen till fallskärmsjägare är mycket rigorös och välprövad och det skiljer sig mot underrättelseskvadronens uttagning och träning som är ett relativt nytt typförband under utveckling. Tider som de olika patrullerna skall kunna verka bakom fiendens linjer, sträcka som skall kunna avverkas till fots eller med annat transportmedel är hemliga uppgifter men är inte det som i sig skiljer de olika soldaterna åt.